# 300 (komiks)
300 – amerykańska powieść graficzna, napisana i narysowana przez Franka Millera i pokolorowana przez Lynn Varley.

## Fabuła
Opisuje bitwę pod Termopilami w 480 roku p.n.e. i wydarzenia, które do niej doprowadziły, z perspektywy Leonidasa, króla Sparty. Komiks zainspirowany był filmem „300 Spartan” z 1962 roku.

## Historia powstania i adaptacja
Po raz pierwszy 300 ukazało się nakładem wydawnictwa Dark Horse Comics w pięciu odcinkach w 1998 roku, a następnie zebrane w całość w 1999 roku w nietypowym, poprzecznym układzie stron. Po polsku komiks ukazał się w 2005 roku nakładem wydawnictwa Taurus Media. Jego tłumaczem był Maciej Drewnowski.
W 1999 roku komiks otrzymał szereg nagród: Nagrodę Eisnera za najlepszą mini-serię komiksową, dla najlepszego autora i za najlepszy kolor, oraz Nagrodę Harveya za najlepszą serię i najlepszy kolor.
W 2007 odbyła się premiera filmowej adaptacji komiksu w reżyserii Zacka Snydera.